# Racing de Santander
Real Racing Club de Santander (ofte omtalt som Racing Club eller Racing Santander) er en spansk fodboldklub fra Santander i Kantabrien, der spiller i Segunda División. Klubbens bedste resultat er en 2. plads i 1931. 

## Kendte spillere
- Olof Mellberg
- Ebi Smolarek